# Geórgios Stravakákis
Geórgios Stravakákis (en grec : Γεώργιος Σταυρακάκης), souvent appelé Yórgos Stavrakákis (Γιώργος Σταυρακάκης, né le 13 octobre 1954 et mort le 27 février 2015) est un député européen grec membre du PASOK. Il fait partie du groupe de l'Alliance progressiste des socialistes et démocrates au Parlement européen. Il est vice-président de la commission du développement régional, et membre de la commission du contrôle budgétaire.